# Laver Cup 2021
La Laver Cup 2021 fue la cuarta edición de la Laver Cup, un torneo por equipos de tenis masculino. Se llevó a cabo en cancha dura bajo techo en el centro de convenciones TD Garden en Boston, Estados Unidos del viernes 24 al domingo 26 de septiembre. El capitán del equipo europeo, Björn Borg, y el capitán del equipo mundial, John McEnroe, retomaron sus roles de la edición de 2019.
Congregó a seis raquetas de cada equipo, Europa y Resto del Mundo y dos reservas más a elección de los capitanes.

## Participantes
| Rk.                 | Europa                                                                                          | Rk.                   | Resto del mundo                                                                                |  |     |           |  |
| Capitán: Björn Borg | Capitán: Björn Borg                                                                             | Capitán: John McEnroe | Capitán: John McEnroe                                                                          |  |     |           |  |
| 2 3 4 5 7 10        | Daniil Medvédev Stefanos Tsitsipas Alexander Zverev Andrey Rublev Matteo Berrettini Casper Ruud | 11 12 15 19 22 95     | Félix Auger-Aliassime Denis Shapovalov Diego Schwartzman Reilly Opelka John Isner Nick Kyrgios |  |     |           |  |
| Rk.                 | Suplentes                                                                                       | Rk.                   | Suplentes                                                                                      |  |     |           |  |
| 110                 | Feliciano López                                                                                 | 28                    | Cameron Norrie                                                                                 |  | 164 | Jack Sock |  |

| -
|align=center|31
| Lloyd Harris
|}

## Partidos
Cada partido dará puntos. Un punto en el día 1, dos puntos en el día 2 y tres puntos en el día 3.
| Día | Fecha            | Tipo de partido | Europa                             | Resultado                  | Resto del mundo                         | Puntos por equipos                                | Resultado después del partido                     |
| 1   | 24 de septiembre | Individual      | Casper Ruud                        | 6-3, 7-6(7-4)              | Reilly Opelka                           | 1                                                 | 1-0                                               |
| 1   | 24 de septiembre | Individual      | Matteo Berrettini                  | 6-7(3-7), 7-5, [10-8]      | Félix Auger-Aliassime                   | 1                                                 | 2-0                                               |
| 1   | 24 de septiembre | Individual      | Andrey Rublev                      | 4-6, 6-3, [11-9]           | Diego Schwartzman                       | 1                                                 | 3-0                                               |
| 1   | 24 de septiembre | Dobles          | Alexander Zverev Matteo Berrettini | 6-4, 6-7(2-7), [1-10]      | John Isner Denis Shapovalov             | 1                                                 | 3-1                                               |
| 2   | 25 de septiembre | Individual      | Stefanos Tsitsipas                 | 6-3, 6-4                   | Nick Kyrgios                            | 2                                                 | 5-1                                               |
| 2   | 25 de septiembre | Individual      | Alexander Zverev                   | 7-6(7-5), 6-7(6-8), [10-5] | John Isner                              | 2                                                 | 7-1                                               |
| 2   | 25 de septiembre | Individual      | Daniil Medvédev                    | 6-4, 6-0                   | Denis Shapovalov                        | 2                                                 | 9-1                                               |
| 2   | 25 de septiembre | Dobles          | Andrey Rublev Stefanos Tsitsipas   | 6-7(8-10), 6-3, [10-4]     | John Isner Nick Kyrgios                 | 2                                                 | 11-1                                              |
| 3   | 26 de septiembre | Dobles          | Andrey Rublev Alexander Zverev     | 6-2, 6-7(4-7), [10-3]      | Reilly Opelka Denis Shapovalov          | 3                                                 | 14-1                                              |
| 3   | 26 de septiembre | Dobles          | Daniil Medvédev Casper Ruud        | 3-6, 3-6                   | Félix Auger-Aliassime Diego Schwartzman | Partido sin puntaje debido a que es de exhibición | Partido sin puntaje debido a que es de exhibición |

| Bandera de Unión Europea |
| Campeones                |
| Europa                   |
| Cuarto título            |